# Jardin du Grand-Pavois
Le jardin du Grand-Pavois est un espace vert du 15e arrondissement de Paris, dans le quartier de Javel.

## Situation et accès
Le site est accessible par le 187, rue de Lourmel et par le 14, rue Vasco de Gama.
Il est desservi par la ligne 8 à la station Balard ou Lourmel.

## Origine du nom
Il tient son nom du Grand Pavois de Paris, un vaste ensemble immobilier, l'un des plus grands de la capitale, occupant presque entièrement le quadrilatère situé entre les rues Vasco-de-Gama, Lourmel, Lecourbe et Leblanc.

## Photos

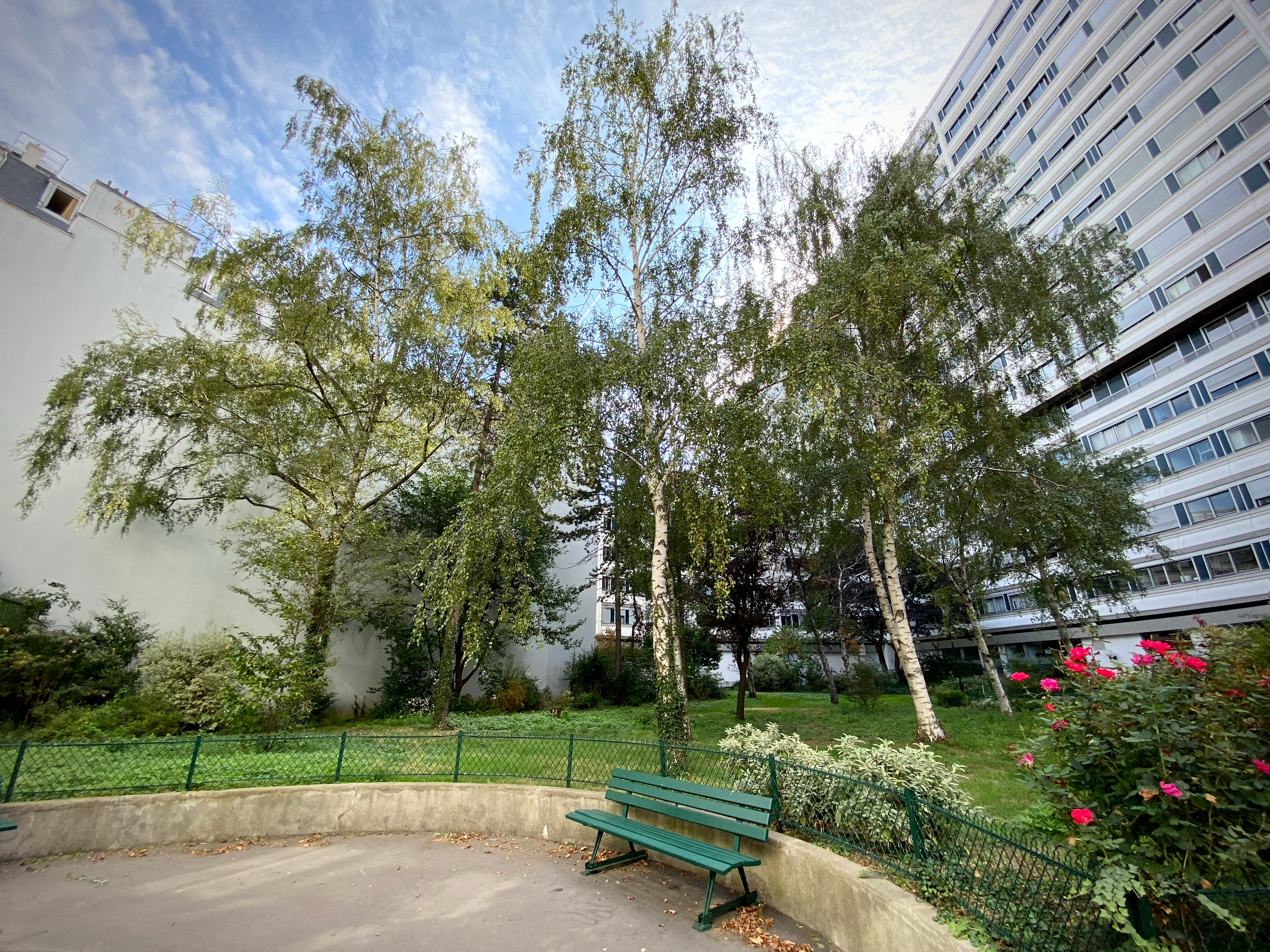
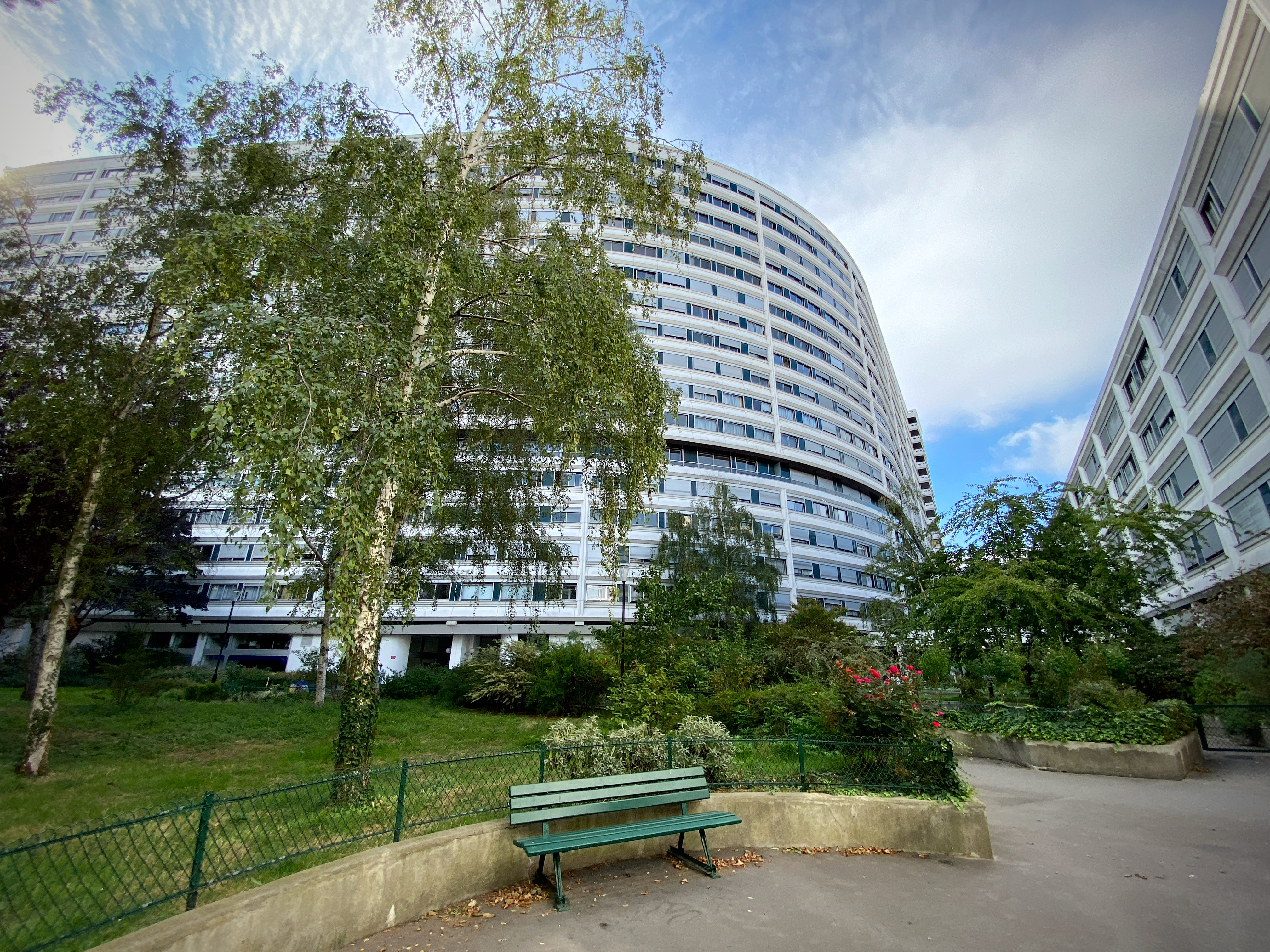

## Historique
Le jardin est créé en 1976.